# 赫雷奇基
51°42′10″N 33°23′31″E / 51.70278°N 33.39194°E
赫雷奇基（烏克蘭語：Гречки）是位於烏克蘭東北部的村莊，由蘇梅州科諾托普區的克羅萊韋茨市鎮負責管轄。該村處於埃斯曼河畔，距離克羅列韋茨18公里，海拔高度142米，2001年人口224。